# Vũ Thư (xã)
Vũ Thư là một xã thuộc tỉnh Hưng Yên, Việt Nam.

## Địa lý
Xã Vũ Thư nằm ở phía đông nam tỉnh Hưng Yên, có vị trí địa lý:
- Phía bắc giáp xã Vạn Xuân và xã Thư Trì.
- Phía tây giáp phường Thiên Trường của tỉnh Ninh Bình, có ranh giới tự nhiên là sông Hồng.
- Phía nam giáp xã Tân Thuận và giáp xã Nam Hồng của tỉnh Ninh Bình.
- Phía đông giáp các phường Trần Hưng Đạo, Thái Bình, Vũ Phúc.

## Lịch sử
Ngày 16 tháng 6 năm 2025, Ủy ban Thường vụ Quốc hội ban hành Nghị quyết số 1666/NQ-UBTVQH15 về việc sắp xếp các đơn vị hành chính cấp xã của tỉnh Hưng Yên năm 2025. Theo đó, sắp xếp toàn bộ diện tích tự nhiên, quy mô dân số của các xã Hòa Bình, Minh Khai và Minh Quang (huyện Vũ Thư), xã Tam Quang, xã Dũng Nghĩa, thị trấn Vũ Thư thành xã mới có tên gọi là xã Vũ Thư.